# Francesco D'Armiento
Francesco D'Armiento (Foggia, 11 maggio 1994) è uno schermidore italiano, specializzato nella sciabola. È atleta della squadra delle Fiamme Gialle e della nazionale italiana.

## Biografia
Francesco D'Armiento è nato a Foggia l'11 maggio 1994. Nella sua città natale ha iniziato a muovere i primi passi nel settore schermistico, presso il Circolo Schermistico Dauno, vincendo il suo primo titolo nel 2005, il Gran Premio Giovanissimi al 105 Stadium di Rimini, nella categoria Maschietti. Nel dicembre del 2008 ha partecipato alla sua prima Coppa del Mondo Giovani, a Lignano Sabbiadoro, competizione nella quale si è successivamente classificato al quinto posto nel 2013, ed al quarto nel 2014. Nella categoria dei Cadetti è risultato terzo nei Campionati del Mediterraneo nell'edizione del 2010 a Zrenjanin, e del 2011 a Beirut. Nella categoria Giovani invece, ha vinto due campionati italiani: il primo a Jesolo nel 2012, ed il secondo a Udine nel 2013.
Convocato per le Universiadi di Kazan' del 2013, il 10 luglio ha vinto la medaglia d'argento a squadre.
Nel novembre del 2013 è passato al gruppo sportivo delle Fiamme Gialle. Con questa divisa si è laureato campione italiano nel 2014 ad Acireale, nel 2015 a Torino, e nel 2017 a Gorizia.

## Palmarès

### Giovanili
Gran Premio Giovanissimi 
Individuale
- Oro a Rimini 2005 nella categoria maschietti

Campionati Italiani Giovani
Individuale
- Oro a Jesolo 2012
- Oro a Udine 2013

Campionati Italiani Under-23
Individuale
- Bronzo a Riccione 2015
- Bronzo a Norcia 2016
- Oro a Foggia 2017

Campionati Europei Giovani
Individuale
- Bronzo a Budapest 2013

A squadre
- Oro a Budapest 2013
- Bronzo a Gerusalemme 2014

Campionati Europei Under-23
Individuale
- Bronzo a Roma 2016

Campionati del Mediterraneo
Individuale
- Bronzo a Zrenjanin 2010 nella categoria cadetti
- Bronzo a Beirut 2011 nella categoria cadetti

Campionati Mondiali Giovani
Individuale
- Bronzo a Parenzo 2013

A squadre
- Argento a Parenzo 2013
- Oro a Plovdiv 2014

Campionati Europei Under 23
Individuale
- Argento a Plovdiv 2016
- Oro a Minsk 2017

A squadre
- Oro a Tbilisi 2014
- Argento a Minsk 2017

### Nazionali
Campionati assoluti
Individuale
- Bronzo a Palermo 2019

A squadre
- Oro ad Acireale 2014
- Oro a Torino 2015
- Argento a Roma 2016
- Oro a Gorizia 2017
- Bronzo a Milano 2018
- Argento a Palermo 2019
- Argento a Napoli 2021

### Internazionali
Universiadi
A squadre
- Argento a Kazan' 2013
- Bronzo a Taipei 2017

Coppa Europa per club
A squadre
- Oro a Padova 2015
- Oro a Padova 2016
- Oro a Padova 2018